# Chaetophiloscia cellaria
Chaetophiloscia cellaria là một loài chân đều trong họ Philosciidae. Loài này được Dollfus miêu tả khoa học năm 1884.